# Fiat Downtown
El Fiat Downtown es un automóvil concepto de la marca italiana Fiat presentado en el año 1993 en el Salón del Automóvil de Ginebra, como un proyecto de vehículo ecológico urbano desarrollado por el Centro Stile Fiat.

## Características
El prototipo Fiat Downtown está conformado por una estructura rígida de aluminio y paneles de plástico que permiten aligerar el peso del vehículo, que es de 700 kg. Posee una cabina de pequeñas dimensiones y tres pazas.
El Fiat Downtown cuenta con dos pequeños propulsores eléctricos que le suministran energía a cada una de las ruedas traseras, con una potencia máxima combinada de 9,5 HP. La energía eléctrica es proporcionada por un paquete de baterías de sulfuro de sodio, con un tiempo de carga completa de 8 horas.
La velocidad máxima declarada es de 100 kilómetros por hora y un consumo eléctrico moderado que le permite recorrer 300 km a una velocidad de 50 km/h, con una autonomía en ciclo urbano de 190 kilómetros.
El diseño exterior de la carrocería, obra de Chris Bangle, presenta un bajo coeficiente de penetración aerodinámica, permitiendo alcanzar una velocidad elevada con un consumo moderado.